# ピエール・ブルデュー
ピエール・ブルデュー（Pierre Bourdieu、1930年8月1日 - 2002年1月23日）は、フランスの社会学者、哲学者。コレージュ・ド・フランス名誉教授。哲学から文学理論、社会学、人類学まで研究分野は幅広い。著書『ディスタンクシオン』が有名。文化資本、社会関係資本、象徴資本の用語や、ハビトゥス (Habitus)、界、象徴的暴力などの概念で知られる。

## 人物
教育社会学、社会学理論、美学の社会学に対するブルデューの主要な貢献は、いくつかの関連する学問分野（例：人類学、メディア・文化研究、教育）、大衆文化、芸術などに広く影響を与えている。彼の学問的キャリアの中で、彼は主にパリの社会科学高等研究学校とコレージュ・ド・フランスに所属していた。
ブルデューの研究は、社会における権力の力学、特に権力が世代内や世代を超えて移譲され、社会秩序が維持される多様で微妙な方法に主に関心を寄せていた。西洋哲学の多くの理想主義的な伝統と意識的に対立する中で、彼の作品はしばしば社会生活の身体的な性質を強調し、社会のダイナミクスにおける実践と具現化の役割を強調していた。マルティン・ハイデガー、ルートヴィヒ・ウィトゲンシュタイン、モーリス・メルロー＝ポンティ、エトムント・フッサール、ジョルジュ・カンギレム、カール・マルクス、ジークムント・フロイト、ガストン・バシュラール、マックス・ウェーバー、エミール・デュルケーム、クロード・レヴィ＝ストロース、エルヴィン・パノフスキー、マルセル・モースなどの理論に基づいている。彼の研究は新しい調査の枠組みと方法を開拓し、資本の文化的・社会的・象徴的な形態（伝統的な経済的な資本の形態とは対照的）、文化的再生産、ハビトゥス、場や場所、象徴的な暴力などの影響力のある概念を導入した。ブルデューに影響を与えたもう一人の注目すべき人物は、ブレーズ・パスカルであり、ブルデューはこのパスカルにちなんで『パスカリアン・メディテーション』と題した。
ブルデューは多数の著書の著作者であり、何百もの論文と三十冊もの本を発表したが、そのほとんどは現在英訳でも読むことができる。彼の最もよく知られた本は『ディスタンクシオン』である。『味覚の判断の社会的批判』（1979年）では、味覚の判断が社会的地位と関連している、言い換えるならば、それ自体が社会的地位の行為であると主張している。その主張は、社会理論と定量的な調査や写真、インタビューなどのデータを独自に組み合わせて、客観的な構造の中で対象をどう理解するかなどの困難さを和解させようとするもので、その過程で、ブルデューは、社会的な立場との関係性、より正確にはそれ自体が社会的な位置づけの行為であると主張している。その過程で、ブルデューは、外部の社会構造と個人に対する主観的経験の両方の影響を和解させようとしている[i]。
ピエール・ブルデューの作品は、現代のポスト工業化社会は機会の平等と高い社会的流動性を誇り、それは正規の教育によって達成されているという神話があるにもかかわらず、社会階級、特に支配階級と知的階級が世代を超えて社会的特権を維持していることを強調している。

### 略歴
- 1930年 - フランスのピレネー＝アトランティック県ダンガン村（英語版）に生まれる[1]。
- 1951年 - 名門リセ・ルイ＝ル＝グランを経て高等師範学校（ユルム校）に入学[1]。
- 1954年 - 高等師範学校を卒業[1]。哲学のアグレガシオンを取得[1]。国立ムーラン高等学校哲学教員[1]。この年より、アルジェリアで対フランス独立戦争。
- 1955年 - リセ教師を務めていたが、陸軍に徴兵されアルジェリアに出征[1]。兵役期間終了後もアルジェリアに留まり、教師を務める。傍ら、アルジェリア社会の社会人類学的なフィールドワークをおこなう。
- 1958年 - アルジェリア臨時独立政府発足。アルジェ大学文学部に助手として着任[1]。
- 1964年 - フランス国立社会科学高等研究院 (ÉHÉSS) 教授[1]。
- 1981年 - コレージュ・ド・フランス社会学講座教授[1]。
- 2000年 - トーマス・ハックスリー記念賞受賞。
- 2001年 - 定年退職、名誉教授[1]。
- 2002年 - 肺癌にてサン・タントワーヌ病院にて死去(71歳）[1]。同じ1月23日にアメリカの哲学者ロバート・ノージックも死去している。

## ハビトゥス理論
ブルデューは、ハビトゥスの概念を中心とした行動論を展開し、社会科学に大きな影響を与えた。この理論は、社会的エージェントが、自分たちが住む社会世界の構造に適応した戦略を展開していることを示そうとしている。これらの戦略は無意識的であり、身体的な論理のレベルで作用する。
ブルデューの視点では、現代生活の比較的自律的な分野（経済、政治、芸術、ジャーナリズム、官僚主義、科学、教育など）は、最終的には、エージェントが日常的な実践に従事する社会関係の特定の複合体を生み出している。この実践を通じて、彼らは、その場での自分の立場によって条件づけられた社会的行動のためのある種の気質を育む[iv]。この気質は、社会世界の中で活動している他の分野との関わりを通じて個人が育む他のあらゆる気質と組み合わされ、最終的には、気質のシステム、すなわちハビトゥス（ハビトゥス）を構成するようになる。
ハビトゥスは、社会化のような既存の社会学的概念を幾分想起させるが、いくつかの重要な点でより古典的な概念とは異なる。最も注目すべき点は、ハビトゥスの中心的な側面は、その具現化である。内部構造は具現化され、より深く、実用的で、しばしば反射的な方法で機能する。例示的な例としては、体育の多くの分野で培われている「筋肉の記憶」があるかもしれない。複雑な幾何学的な軌道は計算されたものではなく、知的なプロセスではない。学習が必要な技術ではあるが、それは精神的なプロセスというよりも物理的なものであり、物理的に行わなければ学習できないものである。その意味で、この概念はアンソニー・ギデンズの実践的意識の概念と共通点がある。
ハビトゥスの概念は、マルセル・モースの身体技法とヘキシスの概念や、ブルデューの唯一の訳業である。エルヴィン・パノフスキー『ゴシック建築とスコラ学』の直観の概念に触発されたものである。ハビトゥスという言葉自体は、アリストテレスのヘクシスの概念に現れた概念の再加工として、マウスやノルベルト・エリアス、マックス・ウェーバー、エドマンド・フッサール、アルフレッド・シュッツの作品に見られるが、これはトマス・アクィナスのラテン語訳によってハビトゥスとなる。

### ディスポジション(気質)の概念
ブルデューの仕事における重要な概念である「ディスポジション(気質)」は、ゲームの感覚として定義することが可能である。フィールドや社会秩序の一般的な理解、実用的な感覚、実用的な理由、意見、好み、声のトーン、典型的な身体の動きや作法などを生み出す、部分的には合理的であるが部分的には直感的な理解である。したがって、ハビトゥスを構成する諸条件は、社会世界に対する条件付きの反応であり、それが「ひねり出した」意見のように自然発生的に生じるように染みついているのである。個人によって開発されたハビトゥスは、社会空間における彼の位置を典型化することになる。そうすることで、社会的主体はしばしば、支配の社会的形態（偏見を含む）や各分野の共通の意見を自明のものとして認め、正当化し、再生産し、良心と実践から他の可能な生産手段（象徴的生産を含む）や力関係の認識さえも曇らせてしまう。
決定論的ではないが、ハビトゥスの主観的な構造の植え付けは、例えば統計データを通して観察することができ、一方で、社会世界の客観的な構造との選択的な親和性は、時間を通じた社会秩序の連続性を説明している。個人のハビトゥスは、その人の人生を通じて社会世界との複数の関わりが常に混在しており、社会的な場は個人の働きかけによって実践されているため、いかなる社会的な場や秩序も完全に安定したものにはなりえないのである。つまり、個人の素因と社会構造との関係が常識的に考えられているよりもはるかに強いのであれば、それは完全に一致するものではない。
彼の実証結果の例としては、芸術の選択は一見自由であるにもかかわらず、人々の芸術的嗜好（例：クラシック音楽、ロック、伝統音楽）が社会的地位と強く結びついていること、文化資本の一部であるアクセント、文法、スペル、スタイルなどの言語の微妙な違いが、社会的移動（例：高給で高地位の仕事に就くこと）の主要な要因であることなどが挙げられる。
社会学者はしばしば、社会法則（構造）か、あるいはそれらの法則が内接する個人の心（エージェンシー）のどちらかに注目する。社会学的な議論は、前者が社会学の主要な関心事であるべきだと主張する者（構造論者）と、後者についても同じことを主張する者（現象論者）との間で激しさを増してきた。ブルデューが代わりにディポジションの考察を求めたとき、彼は社会学への非常に微妙な介入を行っており、社会法則と個人の心が出会う中間地点を主張し、社会学的分析の適切な対象はこの中間地点、すなわちディスポジション(気質)であるべきだと主張している。

## フィールド理論
ブルデューによれば、エージェントは、明示的な合理的・経済的基準に従って継続的に計算するのではない。むしろ、社会的エージェントは、暗黙の実践的な論理、すなわち実践的な感覚と身体的な気質に基づいて活動している。ブルデューは、社会関係と変化の分析を自発的な代理店に限定するのではなく、あるいは構造的関係としての階級の観点から厳密に分析するのではなく、代理店と構造の架け橋となる「場」という概念を用いている。
フィールドとは、人々が望ましい資源を求めて行動し、闘争する歴史的な、非均質な社会的・空間的な場である。より簡単に言えば、フィールドとは、エージェントとその社会的地位が配置されているあらゆる設定を指す。したがって、フィールドにおける各特定のエージェ ントの位置は、フィールドの特定のルール、エージェントのハビトゥス、エージェントの資本（社会的、経済的、文化的）の間の相互作用の結果である。
ブルデューにとって、社会活動の違いは、特定の資本を中心とした競争が行われる様々な、比較的自律的な社会的空間を生み出した。これらの分野は、通常は経済力が支配している階層的な基盤の上で扱われ、分野の力学は、分野内での支配的地位を占めようとする社会的行為者の闘争から生じる。ブルデューは、マルクスのような対立理論の主要な要素を包含している。社会的闘争は、社会階級間の経済的対立の下に階層的に入れ子にされたフィールドの中でも発生する。それぞれの社会的分野で起こる紛争は、それらの分野から生じる特定の特徴を持ち、経済的ではない多くの社会的関係を伴うものである。
ソーシャルエージェントは「ゲームに対する感覚」に基づいて行動し、「感覚」とは大まかにはハビトゥス、「ゲーム」とはフィールドを指す。

### メディア・文化制作
ブルデューの文化生産に関する最も重要な著作は、2冊の本にある。『文化生産の場』（1993年）と『芸術のルール』（1996年）である。ブルデューは、ハビトゥス、資本、場という彼自身の特徴的な理論的語彙を用いて、文化生産の理論を構築している。

デイヴィッド・ヘズモンドハルグは次のように書いている。
「文化的生産」ということで、ブルデューは、古典的社会学の伝統に沿って、科学（これには社会科学も含まれる）、法律、宗教、そして芸術、文学、音楽などの表現的な美的活動を含む、非常に広範な文化の理解を意図している。しかし、文化的生産に関する彼の研究は、文化的生産の2つのタイプの分野またはサブ分野...すなわち文学と芸術に圧倒的に焦点を当てている。
ブルデューによれば、「文化財の価値の生産を厳密に科学する上での主要な障害」は、芸術や文学などの文化分野の研究に容易に見られる「『創造』のカリスマ的イデオロギー」にあるという。ブルデューの見解では、カリスマ的イデオロギーは「視線を見かけ上の生産者に向けてしまい、誰がこの『創造者』を創造したのか、また『創造者』に与えられた変容という魔法の力を問うことを妨げてしまう」。
ブルデューにとって、社会学的に情報を得た芸術家の見方は、次のようなことを記述しなければならない。(1) 生産の場との関係（影響、敵対関係など）、(2) 消費の場との関係（読者、熱狂者、不支持者など）に対する彼らの態度、である。さらに、例えば文学作品は、作者の人生と信念の産物として（素朴な伝記的説明として）、あるいは作者の意図に一切言及せずに（バルトが主張したように）、適切に分析されないことがある。要するに、「作品の主題とは、『ポスト』との関係にあるハビトゥス、つまり、ある分野の中での地位である」。
ブルデューによれば、文化的革命は、常に現場に刻まれた位置に存在する可能性に依存しているという。

## 客観的なもの（場）と主観的なもの（ハビトゥス）
ブルデューにとってハビトゥスは、人間科学の顕著な反知性、すなわち客観主義と主観主義を解決するために不可欠なものであった。
上述したように、ブルデューはハビトゥスと場の方法論的・理論的概念を用いて、社会科学の顕著な客観的・主観的反知性から認識論的に脱却したのである。ブルデューは、社会現象学と構造主義を効果的に融合させようとしたのである。そのためにハビトゥスと場が提案されている。
個々の主体は、それが遭遇する客観的な条件に応じて、これらの気質を発展させる。このようにして、ブルデューは、客観的な社会構造がエージェントの主観的な精神的経験の中に植え付けられることを理論化している。客観的な社会的場は、その場の参加者に、いわば場の中でのメンバーシップのための要件を課しているからである。そうすることで、客観的な社会構造が個人的な認知的・身体的態度の集合に吸収され、エージェントの主観的な行動構造が、社会的場の客観的な構造と現存する必要性に見合ったものとな ることで、二重性の関係が生じる。

### ハビトゥスとドクサ
ドクサは、特定のフィールド内のエージェントの行動と思考を通知する、自明の普遍的なものとして取られた、学習された、基本的な、深く根付いた、無意識の信念、および価値を指す。ドクサは、その場の特定の社会的配置を有利にする傾向があり、したがって、支配的な者を優遇し、自明で普遍的に有利なものとして支配的な立場をとる。したがって、ハビトゥスを構成する理解と知覚のカテゴリーは、場の客観的な組織と一致して、場の構造そのものを再現する傾向がある。無害状態とは、客観的な外部構造と「主観的」な内部構造との間の調和によって特徴づけられた状態と考えることができる。二重障害状態では、社会世界は自然であり、当たり前のことであり、常識的でさえあると認識される。
ブルデューはこのように、ハビトゥスは社会生活を構成する慣行を生成し、規制する上で中心的な存在であるため、社会的再生産に寄与する重要な要因であると考えている。個人は、条件によって可能になるものを欲しがるようになり、手に入らないものを欲しがるのではなくなる。個人が生活している条件は、これらの条件（芸術、文学、食物、音楽の嗜好を含む）に適合し、ある意味ではその要求に事前に適応しています。したがって、最もありえない行為は、必然性を美徳とすること、つまり、断定的に否定されているものを拒否し、必然的なものを選択するようにエージェントを傾ける、一種の命令への即時服従によって、考えられないものとして排除される。

### 客観的なもの（場）と主観的なもの（ハビトゥス）の和解
個人の社会の中では、些細なことでも壮大なことでも、意思決定の一定のパフォーマンスが、好みや忠誠心、点やベクトルの観察可能な範囲を形成している。この空間的メタファーは、社会学者によって分析され、図式化された形で具現化される。これらが社会的な場である。
ブルデューにとって、ハビトゥスと場は、互いに関連してのみ存在することができる。フィールドは、そこに参加するさまざまな社会的主体（したがって、彼らのハビトゥス）によって構成されているが、ハビトゥスは、実質的には、フィールドの客観的な構造が、主体の行動や思考の主観的な構造に転置されていることを表している。
ハビトゥスと場の関係は二重である。第一に、場は、社会的エージェントが、場を構成し、場に意味を吹き込むために必要とされる、その場を構成するために必要とされるディポジションと一連の知覚スキーマタを保有している限りにおいてのみ、存在する。それと同時に、場に参加することで、場を構成するための適切なノウハウをハビトゥスに組み込む。ハビトゥスは場の構造を顕在化し、場はハビトゥスと実践の間を媒介する。
ブルデューは、ハビトゥスとフィールドの概念を用いて、主観と客観の間の分断を取り除こうとしている。ブルデューは、いかなる研究も二つの「分」で構成されなければならないと主張している。最初の分は、社会空間と場の構造の関係を見る客観的な研究の段階であり、一方、二番目の分は、社会的エージェントが場に居住していることから生じる、社会的エージェントの行動傾向と、彼らの知覚と理解のカテゴリーについての主観的な分析でなければならない。ブルデューは、適切な研究は、このようにして、この二つを一緒にしないで行うことはできないと論じている。

### 科学と客観性
ブルデューは、一定の必要な歴史的条件が満たされた場合にのみ、超越的な客観性が存在すると主張している。科学的な場とは、まさにそのような場で客観性を獲得できる場である。ブルデューの理想的な科学的場とは、参加者に客観性への関心や投資を与える場である。さらに、この理想的な科学的場とは、その場の自律性の度合いが高まり、それに伴って「入場料」が厳しさを増していく場である。科学分野では、理論やデータの厳密な主観的な精査が必要とされる[vi]。
しかし、科学分野の自律性を当然のこととすることはできない。ブルデューの理論の重要な部分は、科学分野の歴史的発展が、そのように記述され、客観的な仕事を生み出すには十分に自律的であり、継続的な再生産を必要とする成果であるということである[vii]。ブルデューは、科学の分野が自律性を失い、その結果、客観的な仕事の生産者としての 定義的な特性を失い、劣化していく可能性を否定していない。このようにして、超越的な客観性の生産のための可能性の条件が生じては消えていく可能性がある[viii]。

### 反射性
ブルデューは反射的社会学の重要性を主張しているが、その中で社会学者は常に、自分の立場や内在化した一連の構造の影響、そしてそれらが自分の客観性をどのように歪めたり偏見を与えたりする可能性があるかに意識的に注意を払って研究を進めなければならない。ブルデューによれば、社会学者は「社会学の社会学」に従事し、無意識のうちに観察対象に対象の特徴を帰属させないようにしなければならない。社会学者は、長い間の社会的・制度的な訓練を通じて学んだ自分自身の習性、自分自身の性向を継続的に反省しながら、一つの目で研究を行うべきである。
このような継続的な警戒心を保つことによってのみ、社会学者は自分の仕事の中に自分のバイアスを取り込んでいることに気づくことができるのである。反射性は、それゆえに、科学的認識論における追加的な段階のようなものである。科学者が通常の段階（研究、仮説、改竄、実験、反復、査読など）を経るだけでは十分ではない。このプロセスの良い例として、ブルデューは（自分自身も含めて）学者が学生の作品を厳格に学派的な言語登録に照らし合わせて判断し、「洗練された」ように見える学生を優遇し、「下品」の罪を犯した学生に印をつけることを非難している。このような主観的な用語に隠れて展開されている世俗主義を反射的に分析しなければ、学者は無意識のうちにある程度の階級的偏見を再現し、高い言語的資本を持つ学生を優遇し、それを欠いた学生を引き留めることになるだろう。反射性は、例えば、一見洗練された文章に対する偏見を意識することを可能にし、その偏見を修正するための措置を講じるように学問者を駆り立てるものでなければならない。
ブルデューはまた、「学問的視点」が、科学者が研究対象にどのようにアプローチするかを無意識のうちに変化させていることを説明している。彼らの訓練と分析方法の体系性のために、科学者は自分たちが研究するものの体系性を誇張する傾向がある。これは、明確なルールに従うエージェントが、実際にはあまり決定性のない戦略を使っていると見なす傾向があり、社会世界の「あいまいな」論理を理論化することを難しくしている。学者は、あまりにも簡単に「論理の事物を事物の論理と間違えてしまう」ことに気づくことができる。

## 資本と階級の区別（ディスタンクシオン）の理論
ブルデューは、生産的利用に供される特定の資産の合計として定義された資本の概念を導入した。ブルデューにとって、このような資産は様々な形をとり、経済的、象徴的、文化的、社会的な資本のいくつかの主要な形を常に言及していた。ロイック・ワカンは、ブルデューの思想をさらに次のように説明している。
資本には、経済的、文化的、社会的な3つの主要な種がある。第4の種である象徴的資本は、人々が資本をそのように認識していない場合の、あらゆる形態の資本の効果を示すものである。
ブルデューは、1979年に発表した『Distinction』で、美的嗜好に基づく社会的階層化の理論を展開した。ハーバード大学出版局から出版された1979年の著作『Distinction: A Social Critique of the Judgment of the Taste』（仏語：La Distinction）では、美的嗜好に基づく社会的階層化の理論を展開している。ブルデューは、自分の社会的空間をどのように世界に提示するか、つまり美的傾向をどのように選択するかによって、自分の地位が決定され、より低い集団から自分を遠ざけることになると主張している。具体的には、ブルデューは、子どもたちが幼少期にこのような感情を内在化し、そのような感情が子どもたちを適切な社会的地位へと導き、自分たちに適した行動へと導き、他の行動への嫌悪感を育むという仮説を立てている。
ブルデューは、階級分数が若者に美的嗜好を教えていると理論化している。階級区分は、社会的、経済的、文化的資本の程度の違いの組み合わせによって決定される。社会は「象徴的な商品、特に優れた属性とみなされるものを(区別の戦略における理想的な武器として)」組み込んでいる。彼は、「文化資本の違いは、階級間の違いを示すものである」と述べることで、文化資本の支配を早くから強調している。
美的傾向の発達は、時間をかけて蓄積された資本や経験というよりも、社会的な出自によって非常に大きく決定される。文化資本の獲得は、「人生の早い時期から家族の中で行われる、総ての、早い時期の、感知できないほどの学習」に大きく依存している。ブルデューは、主に、人々は文化的態度、すなわち、長老が彼らに提供する受け入れられた「定義」を継承すると論じている。
ブルデューは、社会資本と経済資本は、時間をかけて累積的に獲得されたものではあるが、それに依存していると主張し、社会的出自と文化資本の優位性を主張している。ブルデューは、「人は、幼少期から（統計的に）高所得か低所得かに関連し、これらの条件に適応した嗜好を形成する傾向のある社会的条件のすべての特性を考慮に入れなければならない」と主張している。
ブルデューによれば、食品、文化、プレゼンテーションの嗜好は階級の指標であり、その消費の傾向は社会における個人の適合性と一見相関しているように見えるからである。異なる社会的地位に基づく多数の消費者の関心は、各分派が「独自の芸術家や哲学者、新聞や批評家を持っているのと同じように、美容師、インテリアデコレーター、仕立屋を持っている」ことを必然的に必要とする。
しかし、ブルデューは文化資本の形成における社会資本と経済資本の重要性を無視しているわけではない。例えば、芸術の制作や楽器を演奏する能力は、「芸術や文化の世界に長く定着していることに関連している 態度だけでなく、経済的な手段や余暇も前提としている」。しかし、自分の好みに基づいて行動する能力に関係なく、ブルデューは、「回答者は、正当な...文化に対する地位に起因する親近感を表明することだけが求められている」と規定している。
「味覚」はある種の社会的志向、「自分の居場所の感覚」として機能し、社会的空間の占有者を、自分の特性に合わせて調整された社会的地位、そしてその地位の占有者にふさわしい慣行や商品へと導く。
これらの「認知構造は...内在化された『具現化された』社会構造であり、個人にとって自然な存在となる」。このようにして、異なる嗜好は不自然なものとして見られ、拒絶され、その結果、「他人の嗜好に対する恐怖や内臓的な不寛容（『気分が悪くなる』）によって引き起こされる嫌悪感」。ブルデュー自身は、階級の区別や嗜好は、日常生活の中での日常的な選択の中で最も顕著であると考えている。
家具、衣服、料理などの日常的な存在の普通の選択の中で最も顕著に表れているが、それらは教育制度の範囲外にあるため、いわば裸の味覚と対峙しなければならないため、深く根付いた、長年に亘っての傾向を特に明らかにしている。
実際、ブルデューは、「幼児の学習の最も強力で最も忘れがたいマーク」は、おそらく食べ物の味になると考えている。ブルデューは、特別な日に提供される食事は、「ライフスタイル（家具も一部を果たしている）を『見せびらかす』で採用された自己表現のモードの興味深い指標であると考えている」。アイデアは、彼らの好き嫌いは、関連付けられたクラスの分数のものをミラーリングすべきであるということである。
社会階層の下端からの子供たちは、夕食のレイアウトで「重くて脂肪分の多い太りやすい食べ物を選び、それも安い」と予測され、「独創的でエキゾチック」な食べ物とは対照的に、「たっぷりとした良い」食事を選ぶことになる。これらの潜在的な結果は、下層階級の特徴である「歓楽的な耽溺」とは対照的な、ブルデューの「社会階層の最高レベルで最も認識されている、痩せのための禁酒の倫理」を強化することになるだろう。
社会的出自がこれらの嗜好に影響を与える程度は、教育資本と経済資本の両方を超えている。本能的な物語は発達の初期段階から生まれるので、自分の社会環境をどのように記述するかは、社会的起源と密接に関係している。また、労働区分を超えて、「経済的制約は、支出のパターンに根本的な変化がなくても緩和される傾向がある」。この観察は、経済的能力に関係なく、消費パターンが安定したままであるため、経済的資本よりも社会的起源の方が美的嗜好を生み出すという考えを補強している。

### 象徴的な資本
ブルデューは、象徴的資本（威信、名誉、注目など）を権力の重要な源泉と見なしている。象徴的資本とは、ロイック・ワカンの言葉を借りれば、「そのように認識されない」が、代わりに社会的に植え付けられた分類スキームによって認識される、あらゆる種類の資本のことである。象徴的な資本を持つ者が、それよりも少ない資本を持つ者に対してこの力を行使し、それによって自分たちの行動を変えようとするとき、彼らは象徴的な暴力を行使する。
象徴的暴力とは、基本的には、支配された社会的エージェントに思考と認識のカテゴリーを押し付けることであり、その結果、社会秩序を正当なものとすることになる。それは、支配者の行動の構造を永続させる傾向のある無意識の構造の組み込みである。支配された者たちは、その後、自分たちの立場を「正しい」とする。象徴的な暴力は、ある意味では物理的な暴力よりもはるかに強力であり、個人の行動様式や認知構造そのものに埋め込まれており、社会秩序の正当性のスペクタクルを課している。
ブルデューは理論的な著作の中で、社会的・文化的な再生産の過程を分析するために、経済学で使われてい る用語をいくつか用いて、さまざまな形態の資本がどのように世代から世代へと移行していくかを分析している。ブルデューにとって、正式な教育は、このプロセスの重要な例である。ブルデューによれば、教育の成功とは、あらゆる文化的行動を伴うものであり、それは、身のこなしや服装、アクセントなど、表向きには学問的ではない特徴にまで及んでいる。特権を持つ子どもたちは、教師がそうであるように、この行動を学んできた。恵まれていない背景を持つ子どもたちはそうではない。特権を持っている子供たちは、それゆえに、教師の期待のパターンに 明らかに「簡単に」適合し、「従順」である。恵まれていない子供たちは、「困難」であり、「課題」を提示することがわかっている。しかし、どちらも育った環境の指示通りに行動している。ブルデューは、この「容易さ」、つまり「自然な」能力の区別を、実際には、大部分が親の側にあ る大きな社会的労働の産物であると見なしている。それは、彼らが教育制度の中で成功し、より広い社会制度の中で両親の階級的地位を再現することができることを保証する思考と同様に、マナーの気質を彼らの子供に装備させる。

### 文化資本
文化資本とは、文化的権威を動員することを可能にする能力、技能、資格などの資産のことであり、誤認識や象徴的な暴力の源にもなり得るものである。例えば、労働者階級の子どもたちは、中産階級の子どもたちの 教育的成功を常に正当なものと見なすようになり、多くの場合、階級に基づく不平等を、勤勉さや「天性の」能力の結果であると見なすようになる。このプロセスの重要な部分は、人々の象徴的または経済的な継承（例：訛りや財産）が、文化的資本（例：大学の資格）に変換されることである。
ブルデューは、文化資本は経済資本に対抗して発展してきたと主張している。さらに、文化資本を多く持つ者と経済資本を多く持つ者との対立は、芸術とビジネスという対極的な社会分野に表れている。芸術の分野とそれに関連する文化の分野は、歴史的に自律性を求めて努力してきたと見られ、それは時代や場所によって多かれ少なかれ達成されてきた。芸術の自律的な分野は、「ひっくり返った経済世界」として要約され、経済資本と文化資本の間の対立を強調している。

### 社会資本
ブルデューにとって、「社会資本とは、多かれ少なかれ制度化された相互の知り合いや認識の関係の持続的なネットワークを持つことによって、個人やグループが得 る、実際のものであれ、仮想のものであれ、資源の総和である」。ある種の家庭では、文化的投資戦略を採用し、それを子供たちに伝えていくことで、文化的資本が何世代にもわたって蓄積されていく。これにより、子供たちは教育を通じて自分の可能性に気づく機会を得て、同じ価値観を子供たちに伝えていくのである。このような家庭では、時間の経過とともに、個人が文化的通貨を獲得することで、他の集団よりも先天的に優位に立つことができるようになり、それが、社会階層の異なる子供たちの学業成績に差が出る理由となっています。このような文化的通貨を持つことで、人々は経済的資本の不足を、社会の中で一定レベルの尊敬と地位を与えることで補うことができるのである。ブルデューは、個人が政治などを通じて社会の中で権力や地位を追求するときには、文化資本がその役割を果たすことがあると考えている。ブルデューの主張によれば、社会資本と文化資本は、経済資本とともに、私たちが世界で見ている不平等に貢献しているという。

### 言語
ブルデューは、言語を単にコミュニケーションの方法ではなく、力のメカニズムであると捉えている。使用する言語は、その場や社会空間における関係者の立場によって指定される。異なる言語の使用は、それぞれの参加者のそれぞれの立場を再掲する傾向がある。言語的相互作用は、社会空間における参加者のそれぞれの立場と理解の範疇の表れであり、したがって、社会的場の客観的構造を再現する傾向がある。これによって、誰が話を聞いたり、中断したり、質問したり、講義したりする「権利」をどの程度持っているかが決定される。
言語の形態におけるアイデンティティの表現は、言語、方言、アクセントに細分化することができる。例えば、ある地域で異なる方言を使用することで、個人の社会的地位の多様性を表すことができる。その良い例がフランス語の場合であろう。フランス革命までは、方言の使い分けが社会的地位を直接反映していました。小作人や下層階級の人々は地元の方言を話し、貴族や上流階級の人々だけが公用語であるフランス語を使いこなせるようになっていました。アクセントの違いは、その地域の人々の中での階級や権威との葛藤を反映している。
言語が権力のメカニズムとして機能する理由は、それが客観的な表象として認識され、気づかれている精神的表象の形態、すなわち記号やシンボルとして認識されているからである。したがって、これらの記号やシンボルは、言語を権力の機関へと変容させる。

## 功績
ブルデューは「多くの人にとって、現在のフランスを代表する知識人であり、フーコー、バルト、ラカンと同格の思想家であった」。彼の作品のいくつかは、社会学のみならず、人類学、教育学、文化研究においても古典とみなされている。『ディスタンクシオン』および『芸術の規則』は、社会学、歴史学、文学、美学に大きな影響を与えた。
フランスでは、ブルデューは象牙の塔の学者や「隠居ドン」としてではなく、社会に従属していると思われる人々のための情熱的な活動家として見られていた。2001年、「社会学は格闘技である」というブルデューのドキュメンタリー映画がパリで予想外のヒットを記録した。そのタイトルは、ブルデューがいかに政治的に関与する知識人であったかを強調しており、フランスの公的生活の中でエミール・ゾラやジャン＝ポール・サルトルのマントを担い、自分のような人間がすべきことだと考えて政治家と格闘したのである」。
ブルデューにとって、社会学は、社会的行為者の身体的（身体的） な思考習慣の下にある思考されていない構造を暴く、闘争的な努力であった。彼は社会学を、象徴的な暴力に対峙し、人が自由になれる目に見えない領域を暴くための手段と見ていた。
ブルデューの仕事は今もなお影響力を持ち続けている。彼の仕事は広く引用されており、多くの社会学者や他の社会科学者が、ブルデューの枠組みの中で明示的に仕事をしている。その一例として、ロイック・ワカンは、ブルデューの理論的・方法論的原理を、ボクシングのようなテーマに永続的に適用し、ブルデューが「参加者の客観化（objectivation participante）」と呼んだもの、あるいはワカンが「肉食社会学」と呼んだものを採用している。小説家のエドゥアール・ルイは、ブルデューの永続的な影 響についての本を出版しているだけでなく、ピエール・ブルデューの遺産を文学的な 工夫として利用している。
ブルデューはまた、コレスポンデンス分析、特に多重コレスポンデンス 分析の普及に重要な役割を果たした。ブルデューは、データ分析のこれらの幾何学的手法は、彼の社会学と同様に、本質的に関係性を持っていると考えていた。"私がコレスポンデンス分析を非常によく利用しているのは、コレスポンデンス分析が本質的に関係性のある手順であり、その哲学は私の見解では社会的現実を構成するものを完全に表現していると考えているからである。ブルデューは『社会学の技術』の序文の中で、「それは、私が場の概念を用いてそれを行おうとしているように、関係性の中で『考える』手順である」と述べている。

## 思想
- ハビトゥス（羅: habitus - 英: habit - 日: 習慣、習癖）をキー概念として、人間の日常行動の論理を解明し、構造主義民族学を批判的に発展させた、とされがちになるが、構造主義を批判し、諸構造とハビトゥスから実際行為・慣習的行為pratiquesが規制されていることを明証にした。客観的客観主義と主観的人間主義を批判し[14]、日常的・慣習的な行為を体系的に考証した。
- 主に教育と社会階級について分析。単に裕福な家庭の子が進学で有利というだけでなく、文化資本（上品で正統とされる文化や教養や習慣等）の保有率が高い学生ほど高学歴であることを統計的に証明した。またその子供も親の文化資本を相続し、同じく高学歴になることも統計的に証明した。彼はこれを文化的再生産と呼んだ。特権的文化の世代間継承と、学校がそれに果たす役割を解明。社会構造が再生産され変化するメカニズムについて考察し、現象学的主観主義を発展させることも目指した。これらの研究は、自己を他者から区別する「卓越化」が構造化される過程の分析から、階級闘争まで触れた著書『ディスタンクシオン』としてまとめられた。社会的地位の再生産に関する、マルクス主義とは異なる新しい理論として、ヨーロッパだけでなく日本やアメリカでも注目された。
- マルティン・ハイデッガーを批判し、ジャック・デリダと論争をした。彼のハイデッガー批判の内容はテオドール・アドルノのモノマネだという批判もある。
- 晩年は新自由主義やグローバリゼーションを批判。1995年のフランスのストライキでは、失業者、ホームレス、不法移民を支援したほか、積極的に政治的な発言をした。新自由主義を批判した著書は数か国語に翻訳され、ヨーロッパ、米国、南米での反グローバリゼーション運動に影響を与えた。

## 著書（日本語訳）

### 単著
- 『構造と実践――ブルデュー自身によるブルデュー』（新評論、1988年）
- 『ディスタンクシオン――社会的判断力批判（1・2）』（藤原書店、1990年、新版2020年）
- 『社会学の社会学』（藤原書店、1991年）
- 『話すということ――言語的交換のエコノミー』（藤原書店、1993年）
- 『資本主義のハビトゥス――アルジェリアの矛盾』（藤原書店、1993年）
- 『美術愛好――ヨーロッパの美術館と観衆』（木鐸社、1994年）
- 『芸術の規則（1・2）』（藤原書店、1995-1996年）
- 『ホモ・アカデミクス』（藤原書店、1997年）
- 『教師と学生のコミュニケーション』（藤原書店、1999年）
- 『ハイデガーの政治的存在論』（藤原書店、2000年）
- 『メディア批判』（藤原書店、2000年）
- 『市場独裁主義批判』（藤原書店、2000年）
- 『実践感覚（1・2）』（みすず書房、2001年、新版2018年）
- 『政治――政治学から「政治界」の科学へ』（藤原書店、2003年）
- 『住宅市場の社会経済学』（藤原書店、2006年）
- 『実践理性――行動の理論について』（藤原書店、2007年）
- 『結婚戦略――家族と階級の再生産』（藤原書店、2007年）
- 『パスカル的省察』（藤原書店、2009年）
- 『科学の科学――コレージュ・ド・フランス最終講義』（藤原書店、2010年）
- 『自己分析』（藤原書店、2011年）
- 『国家貴族（1・2）――エリート教育と支配階級の再生産』（藤原書店、2012年）
- 『介入 社会科学と政治行動（1・2） 1961-2001』（藤原書店、2015年）
- 『男性支配』（藤原書店、2017年）

### 共著
- （ジャン＝クロード・パスロン）『再生産―教育・社会・文化』（藤原書店、1991年）
- （ジャン＝クロード・シャンボルドン/ジャン＝クロード・パスロン）『社会学者のメチエ――認識論上の前提条件』（藤原書店、1994年
  - 新版『教師と学生のコミュニケーション』（同、2018年）
- （ハンス・ハーケ）『自由-交換―制度批判としての文化生産』（藤原書店、1996年）
- （ジャン＝クロード・パスロン）『遺産相続者たち―学生と文化』（藤原書店、1997年）
- 『ピエール・ブルデュー――1930-2002』（加藤晴久編／藤原書店、2002年）
- （ロイック・J・D・ヴァカン）『リフレクシヴ・ソシオロジーへの招待―ブルデュー、社会学を語る』（藤原書店、2007年）
- 『国家の神秘 ブルデューと民主主義の政治』（藤原書店、2009年）
- 『人民とはなにか？』（以文社、2015年）
- 『知の総合をめざして　歴史学者シャルチエとの対話』（藤原書店、2018年）
- 『世界の悲惨』（全3巻、藤原書店、2020年）